# El Jadida (stad)
El Jadida (Berbers: ⵎⴰⵣⵉⵖⵏ Mazighen, Portugees: Mazagan of Mazagão) is een havenstad aan de Atlantische kust van Marokko, in de gelijknamige provincie El Jadida, gelegen in de regio Casablanca-Settat. Vanuit de haven worden diverse landbouwproducten uitgevoerd. De stad telde in 2024 ruim 230 duizend inwoners.

## Geschiedenis
El Jadida werd in de vijfde eeuw voor de christelijke jaartelling gesticht door de Feniciërs. 
De stad werd in 1502 ingenomen door de Portugezen. Zij noemden haar Mazagão, afgeleid van Mazighen (Berbers), en behielden haar na 1541 als enige stad in Marokko. Mazagão werd herhaaldelijk belegerd door de Marokkanen en kwam uiteindelijk in 1769 in Marokkaanse handen na door de Portugezen bij hun vertrek grotendeels te zijn verwoest. Het oude Portugese fort, waar de stad omheen is gebouwd, is nog steeds te bezoeken. In 2004 werd het historische centrum van de stad door UNESCO tot werelderfgoed verklaard.
Een belangrijke bezienswaardigheid is de Portugese cisterne. Deze werd in 1514 gebouwd maar diende oorspronkelijk als opslag en later als munitiedepot. In 1541 werd het een reservoir voor drinkwater. In 1916 werd de cisterne bij toeval ontdekt.

## Sport
- De voetbalclub Difaa El Jadida speelt in El Jadida.
- In 2012 werd hier het Open Madaef van de EPD Tour gespeeld.

## Afbeeldingen

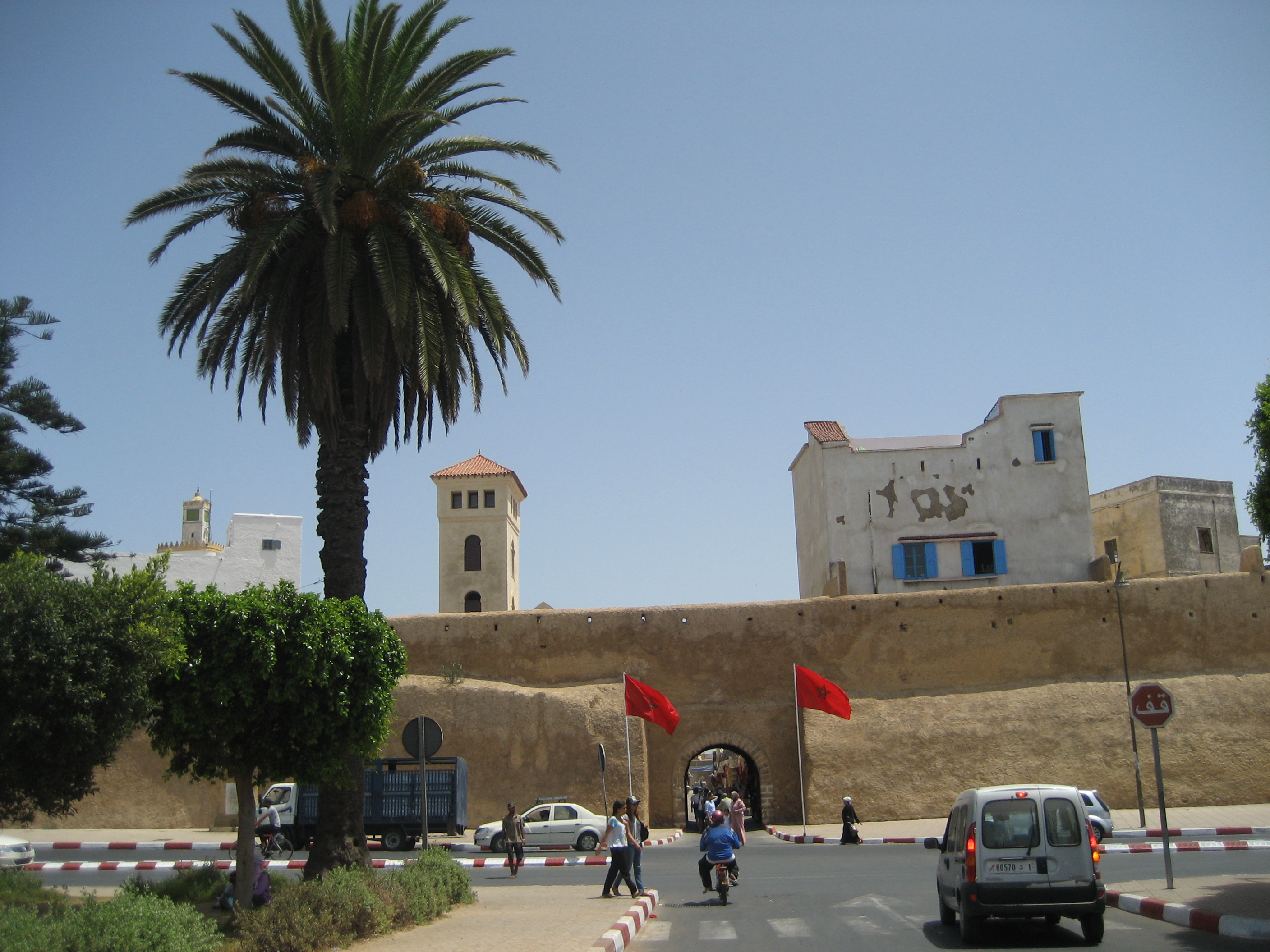
Vestingwal van El Jadida
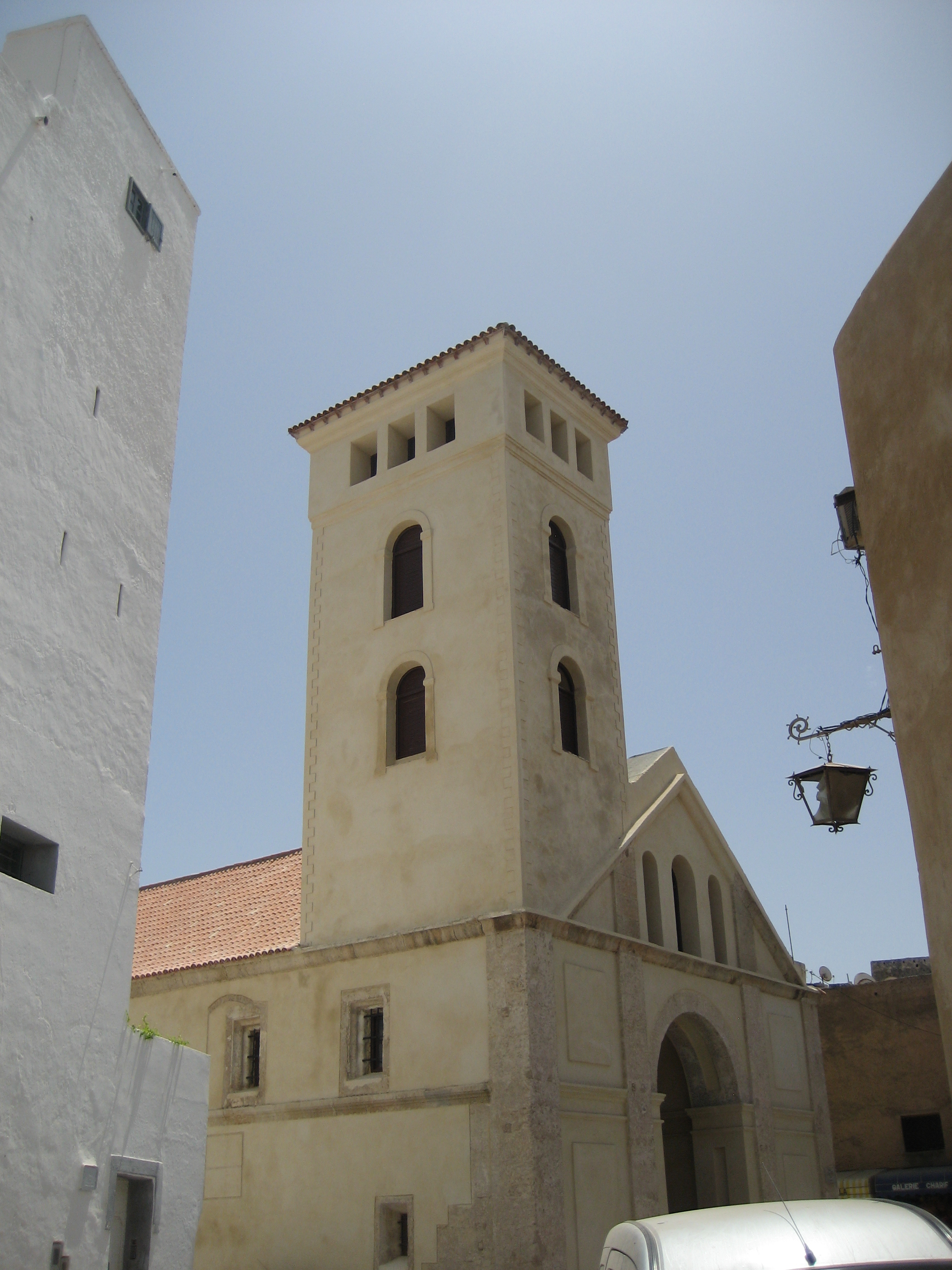
Cultureel centrum (voormalige katholieke kerk)
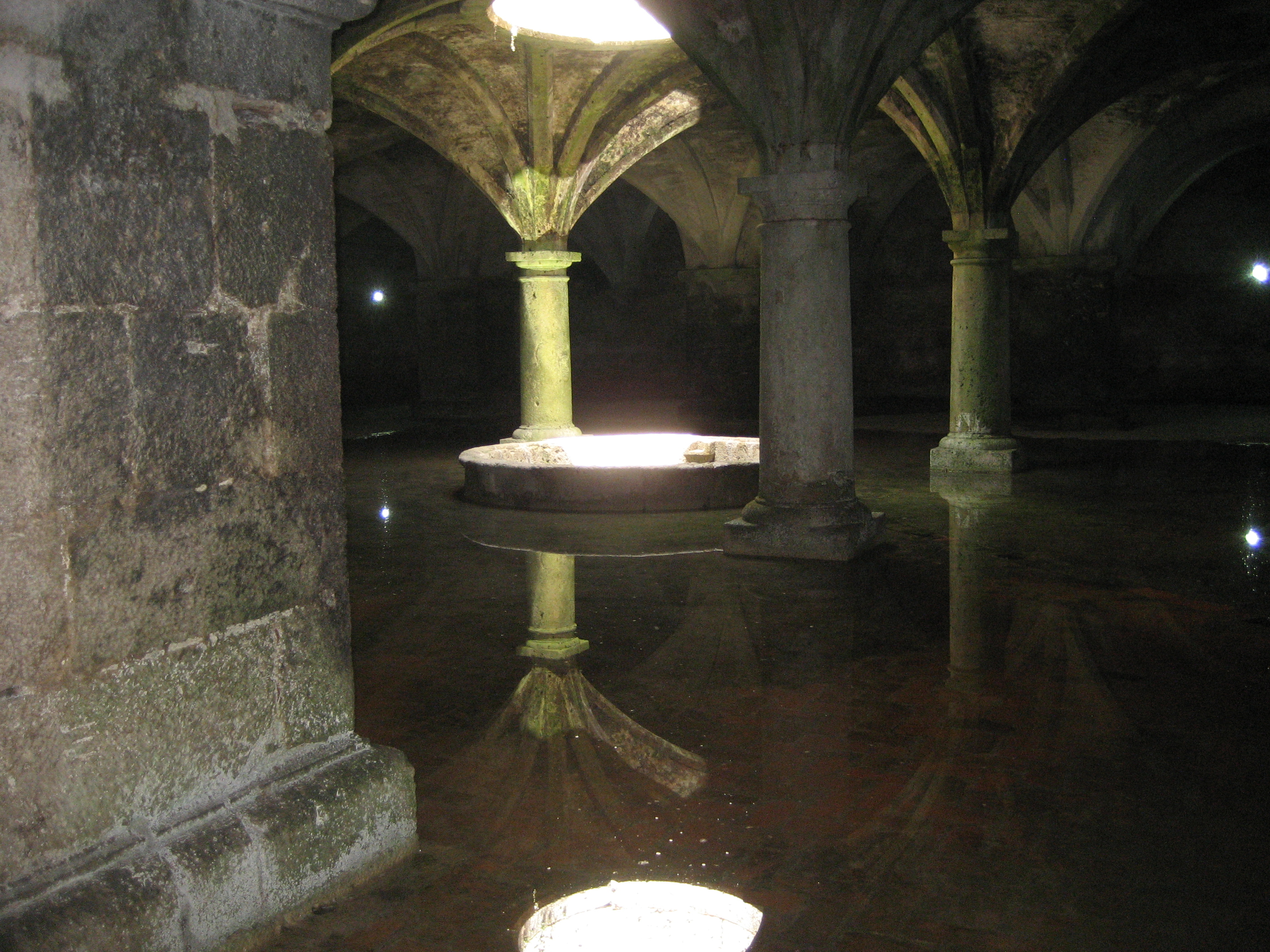
Portugese cisterne (voormalige wateropslagplaats)
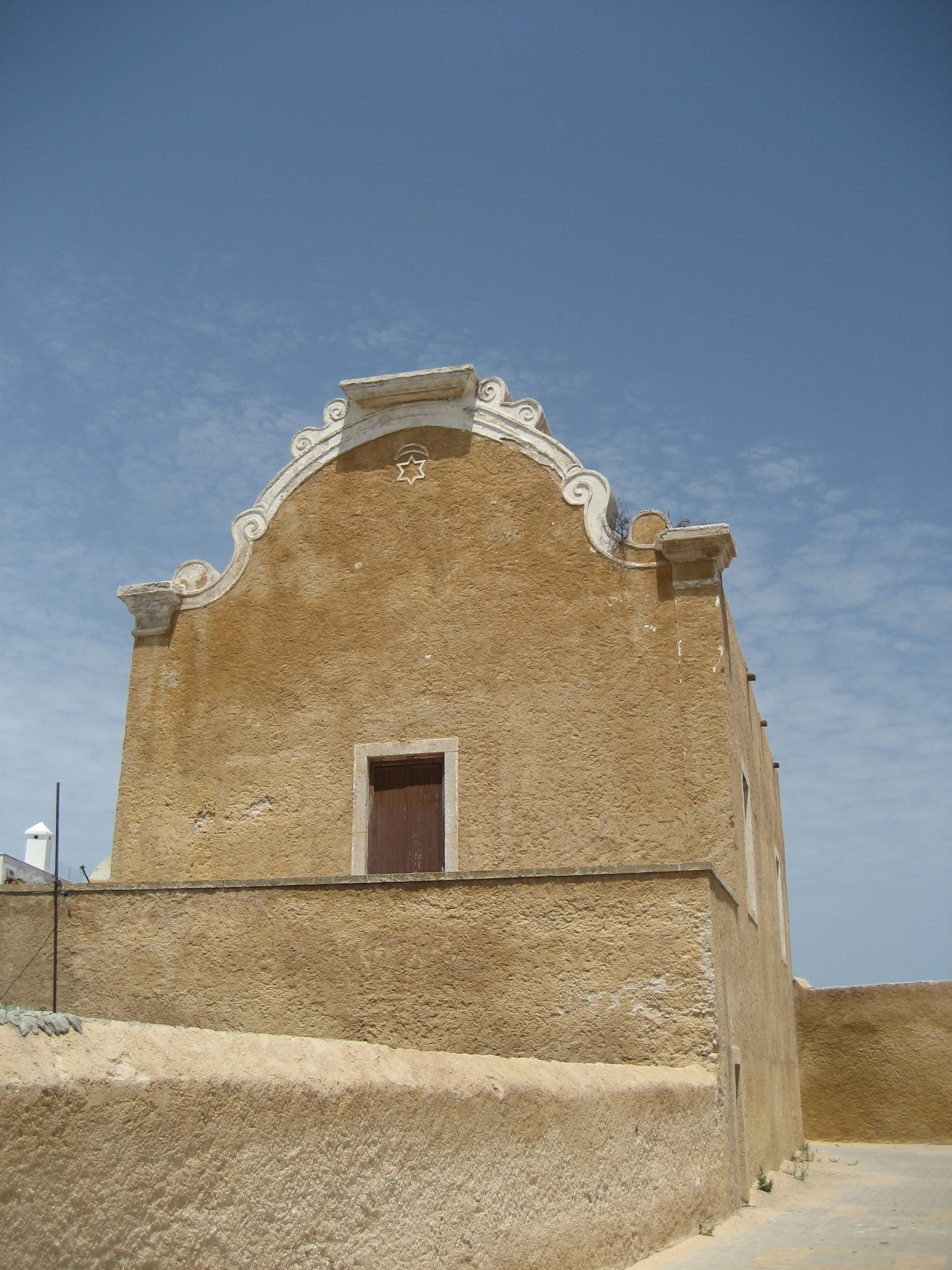
Bastion H. Sebastiaan (voormalige synagoge)
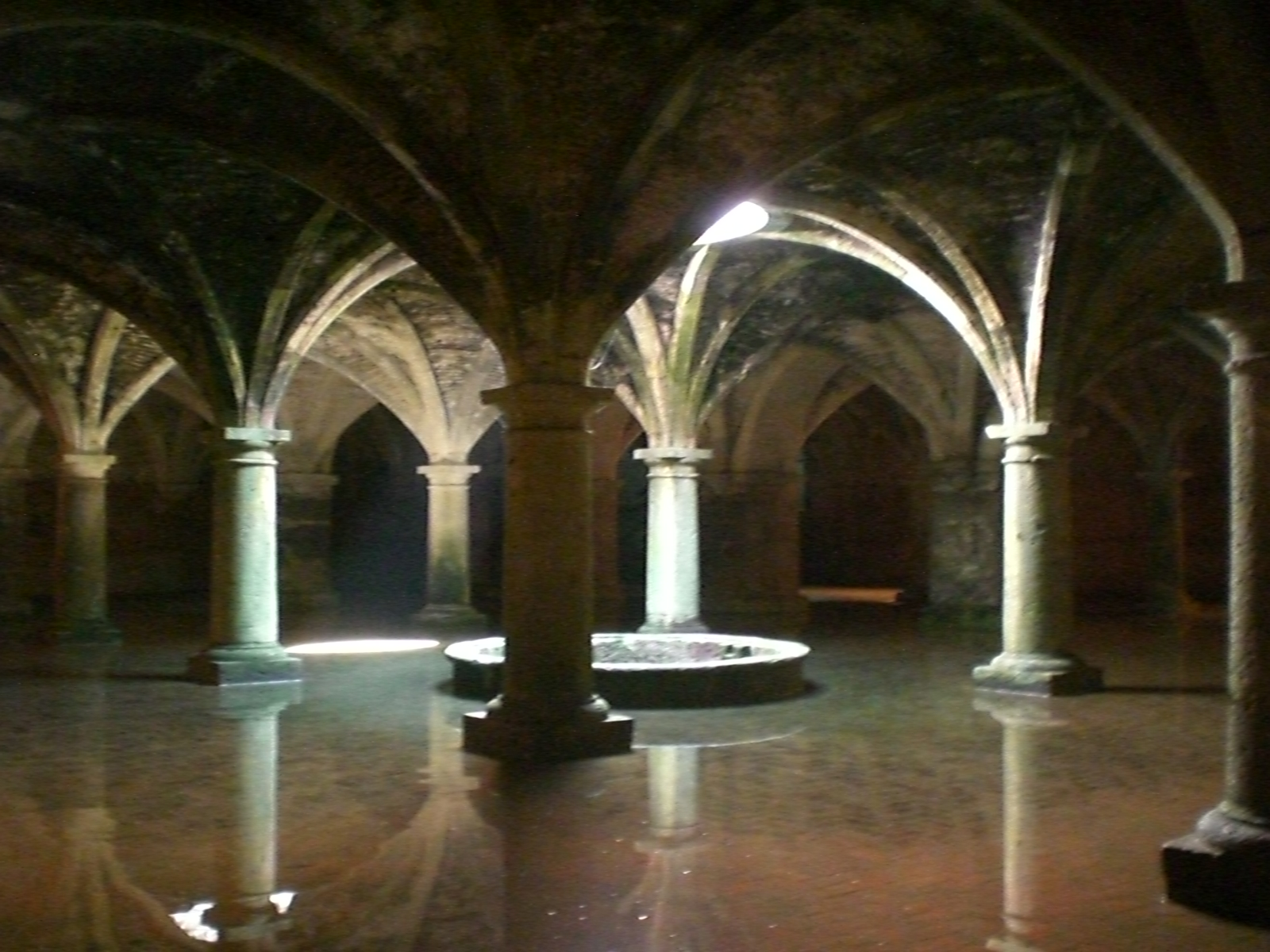
De Portugese cisterne

## Geboren
- André Guelfi (1919), Frans Formule 1-coureur
- Driss Chraïbi (1926-2007), schrijver
- Abdelkebir Khatibi (1938-2009), literair criticus en roman- en toneelschrijver